# Pedro Candioti
Pedro Antonio Candioti (Santa Fe, Argentina, 24 de julio de 1893 - ibíd. 20 de diciembre de 1967) fue un nadador argentino que pasó a la historia como campeón mundial de permanencia en aguas abiertas, cumpliendo raids de hasta 100 h de nado ininterrumpido. Se lo conoció como "El Tiburón del Quillá". Para la revista estadounidense Time fue "The Shark of Quillá Creek".

## Sus inicios en el deporte
Nacido en una ciudad rodeada por agua como lo es la ciudad de Santa Fe, aprendió a nadar a los ocho años de edad, en el arroyo Quillá (hoy desaparecido), que junto con el riacho San Francisco, formaban por aquel entonces el límite del barrio del sur de la ciudad.
En 1908 realiza su primera actividad verdaderamente deportiva al participar en varias pruebas organizadas por el Club de Regatas de Santa Fe. Fue ahí donde perfeccionó la técnica y el estilo, bajo la dirección del profesor Constancio Pizingrilli.
Por 1913, además de la natación que lo haría mundialmente famoso, practicaba fútbol, atletismo y remo, teniendo preferencia por este último con el que ganó, para el Club de Regatas de Santa Fe, el 11 de septiembre de 1916, la copa La Marina en el Tigre, en un equipo integrado entre otros por Pedro Mirassou, quien años más tarde se convertiría en tenor del Teatro Colón.
Tiempo después se dedicaría a la práctica exclusiva de la natación. Su biógrafo Horacio Estol dijo acerca de Candioti "que la larga actividad deportiva de Pedro Candioti es siempre más larga que todo lo que podemos imaginar. Y ni la estadística nos ilustra por completo, aunque su escueta información es impresionante de por sí".

## Sus primeras hazañas
Las estadísticas deportivas de "El Tiburón del Quillá" fueron llevadas por Domingo Pallavidini, amigo y colaborador de Candioti en muchas de sus pruebas.
Las estadísticas de Pallavidini se inician el 20 de abril de 1916 y registran las 64 pruebas realizadas por Candioti en los 30 años que le siguieron. Las primeras pruebas que fueron fiscalizadas y que corresponden al registro oficial, son a partir de 1922, lo que muestra que los primeros raids no fueron tomados en serio ni por el propio Candioti.
De todas las marcas registradas oficialmente podemos señalar los siguientes datos: entre 4 y el 5 de marzo de 1922 hizo 75 km desde Santa Fe a lago Coronda en 13 h y 34 min . Al año siguiente, del 17 al 18 de febrero, obtuvo el título de Campeón Mundial cuando nadó los 104 km que hay de Santa Fe a Puerto Aragón (provincia de Santa Fe), en 26 h y 1 minuto. En 1924 intentó el cruce del Río de la Plata, nadando desde la Colonia a km 37, donde debió abandonar debido a las malas condiciones climáticas, cubriendo 29,5 km en 14 h 3 minutos. Entre el 21 y el 25 de febrero de 1925 unió Santa Fe con Rosario en 35 h, 2 min, superando por casi 9 h la marca del campeón mundial Sullivan en esos 168 km.

## La figura de Candioti se consolida
Entre los últimos años de la década del ’20 realiza otras proezas, pero es el año de 1930 en el cual, según su biógrafo Estol, la figura de Candioti se consolida.
Entre el 14 al 17 de marzo de 1930 realiza el raid Goya-Santa Fe, de 390 km, en 66 h, 15 minutos.
Al año siguiente, desde el 12 al 15 de marzo realiza la primera tentativa de unir Santa Fe con Buenos Aires, que finaliza en Puerto Alsina después de haber recorrido 345 km en 71 h 55 minutos.
El segundo intento lo llevó a cabo entre el 27 de febrero y el 1 de marzo de 1932, terminando en la desembocadura del río Gualeguay, con un recorrido de 355 km en 61 h 45 minutos.
Entre el 20 y el 24 de febrero de 1935 ejecuta el tercer raid que esta vez finaliza en Zárate, después de 381 km y 87 h, 19 minutos.
El cuarto raid se realiza del 21 al 24 de febrero de 1936 y finaliza en la boca del río Baradero, después de recorrer 305 km en 65 h, 35 minutos.
A partir de 1940 el proyecto de llegar a Buenos Aires nadando cambia de lugar de partida y comienza a organizar la unión de las ciudades de Rosario y Buenos Aires, unión que consigue realizar en el raid del 13 al 16 de marzo de 1946, después de nadar 75 h 18 min y de recorrer 318 km. La idea original era la de llegar a Puerto Nuevo pero fue retirado a la altura de la cancha de River en el barrio de Núñez.

## Candioti récord mundial

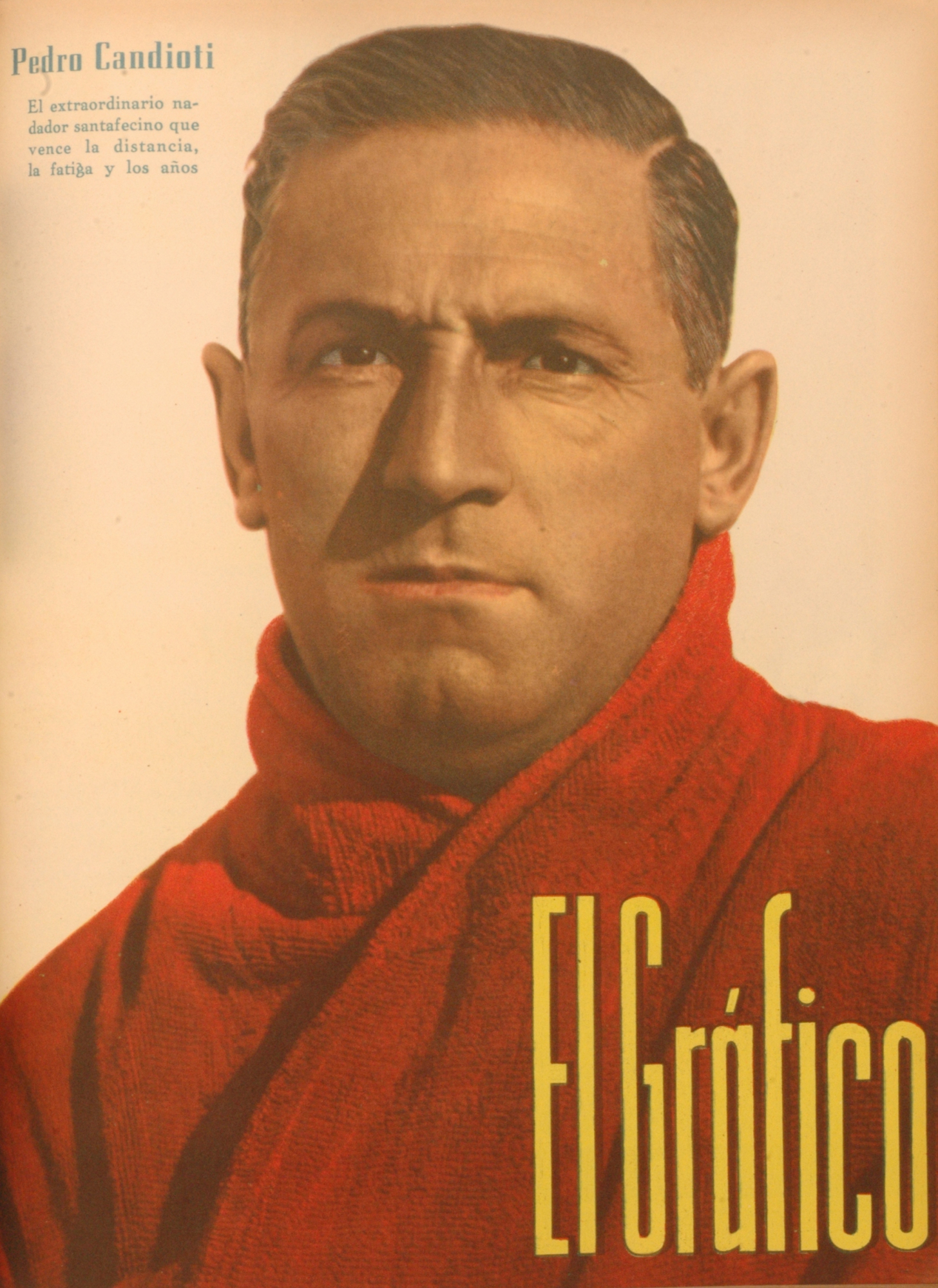
Candioti en 1940

Entre el 19 y el 23 de febrero de 1939, Pedro Candioti llevó a cabo la proeza que le otorgaría la fama mundial y el reconocimiento por el que aun hoy se lo recuerda; con 46 años de edad, unió las ciudades de San Javier y Santa Fe nadando durante 100 h y 33 minutos logrando marcar el récord mundial de permanencia en aguas abiertas.
El 18 de febrero partió el barco Francisco Chimino, de 20 toneladas, con la tripulación que lo acompañaría en su travesía, desde el embarcadero que tenía el club El Quillá, en el Riacho Santa Fe. Candioti había salido antes en auto hacia San Javier, donde se alojó en el Hotel Internacional.
El 19 era el día estipulado para la largada. Amaneció lluvioso y se debió posponer la partida. Los miembros de la comisión directiva de El Quillá se reunieron entonces y acordaron con el director del raid largar a las 10 de la mañana, esperando que a esa hora hubiera parado de llover. Una vez que la lluvia se detuvo Candioti se tiró al agua desde el boulevard de San Javier (al año 2009 se llama Boulevard Pedro A. Candioti, en su honor). El barco partió luego de abastecerse y lo alcanzó algunas horas más tarde.
Por la noche, con el Francisco Chimino paraba su motor, y Candioti era acompañado con canciones y gritos de aliento mientras tomaba mate cocido caliente.
Una noche, desorientado el guía, comenzaron a marchar perdidos pero después de idas y vueltas de Candioti, que llegaba a nadar hasta una hora contra la corriente, se dieron cuenta de que estaban bien orientados y que el río, que se había desbordado por la lluvia, se había convertido en una gran laguna.
Más tarde entraron en el arroyo Cayastá. Al poco tiempo llegaron a la laguna La Cortada y siguieron hasta la localidad de Cayastá. Al tercer era posible ya avistar las barrancas de Entre Ríos.
En la cuarta noche sin dormir de Candioti fue necesario darle café para reanimarlo.
A la madrugada del 23 de febrero entraron en Colastiné y, a las 4 de la madrugada, Candioti llegó a las 90 horas de nado superando su mejor marca que era de 87 h .
Desde ese momento, todo el barco que lo acompañaba fue ruido y música para animar al nadador para que no se durmiera. Hasta llegaron a tocarle el Himno Nacional con una armónica. Candioti seguía casi inconsciente. Tiempo después, en una lancha, llegó desde Santa Fe su hijo Julio, quien se arrojó al agua y lo alentó al grito de "¡Vamos papá!"
Las 96 horas ininterrumpidas de nado se cumplieron a la altura del riacho Santa Fe, igualando el récord mundial que tenía el norteamericano Morris Kella desde 1931.
La sirena del barco Francisco Chimino anunció las 100 horas de nado. La proeza terminaría 33 minutos más tarde cuando Candioti llegó al Club de Regatas de Santa Fe, lugar que había elegido él mismo para finalizar su raid, saliendo del agua por sus propios medios. Allí fue recibido por el gobernador Manuel María de Iriondo y toda la ciudad de Santa Fe.

## Historia fuera del agua

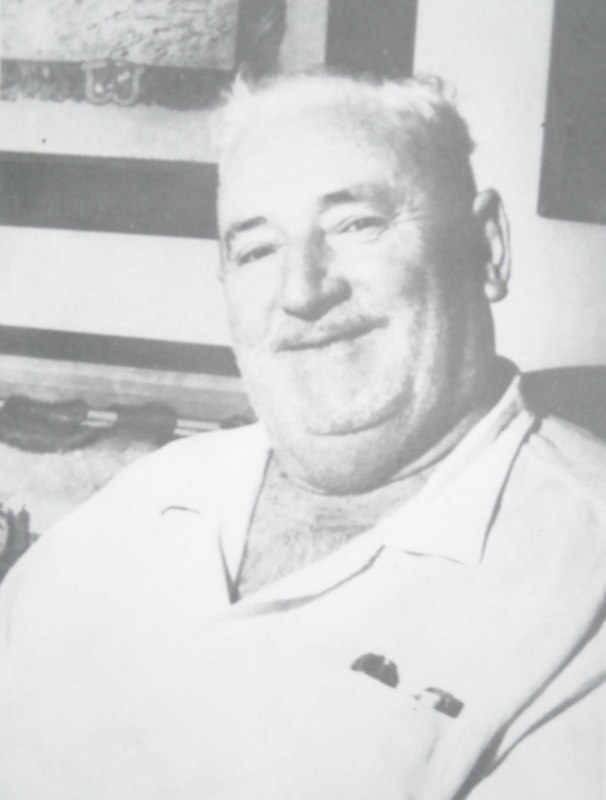
Pedro Candioti en 1965.

La vida de Pedro Candioti no se circunscribió sólo a los deportes. Además de la natación que lo hizo famoso, se hizo tiempo para estudiar y obtener cuatro títulos: fue farmacéutico, egresado de la Universidad Nacional del Litoral; profesor de química; perito químico y profesor de educación física.
Ejerció la docencia en materias afines a la química, ocupó el cargo de director en la escuela de educación física, luego en la Escuela Superior de Comercio "Domingo G. Silva", y más tarde fue nombrado supervisor del Ministerio de Educación de la Nación.

## El Tiburón del Quillá
El 28 de abril de 1938 Pedro Candioti junto a un grupo de amigos fundaron, a orillas del arroyo que vio sus primeras brazadas, el Club Náutico El Quillá.
La idea que los movilizó fue la del patrocinio de los raids que Candioti realizaba. Por tal motivo lo primero que debieron hacer fue unirse a la Asociación Argentina de Natación, entidad que estaba autorizada a homologar sus récords.
No sólo fue socio fundador del club que hoy se encuentra en la margen del lago del Parque del Sur (donde existe un lago que lleva su nombre), además fue presidente entre 1948 y 1967. Las palabras de Julio Vera Candioti resumen el origen del club "El Quillá es Candioti y Candioti es El Quillá".

## The Shark of Quillá Creek
El siguiente artículo fue publicado por la revista Time el lunes 8 de marzo de 1943:

The Shark of Quillá Creek
Monday, Mar. 08, 1943
Grizzled, fiftyish Pedro Candioti is one of Argentina's most beloved athletes. His specialty is not futbol, polo or tennis, but endurance swimming. Last week, for the 26th time, Pedro Candioti tried to realize his life's ambition: to swim down the Paraná River to Buenos Aires.
In the past he had started from various towns, 200 to 300 miles away. This year he started from Rosario, 205 miles above the capital. For three days & nights he churned and paddled—past San Pedro, past Baradero, past Uriburu, past Campana. At each river town he was greeted with crowds eager to cheer on their beloved "Shark of Quilla Creek." At Point San Ysidro, only twelve miles from Buenos Aires, the upstream tidal current began to force him back. After two futile hours, Pedro Candioti gave up. When he was hauled out of the river he instantly fell fast asleep. Pedro was not as young as he was: he had been in the water only 74 ½ hours. Once he had managed to endure 13 hours longer.
At week's end a female compatriot of Pedro's tried a less ambitious but nonetheless staggering swim—the 42 windy miles down the Paraná from Campana to San Fernando, at the head of the Estuary. She was Mrs. Soledad Bueno de Gutierrez, 38, swimming teacher in a Buenos Aires department store. She made it—in 17 hours, 38 minutes.
The world's endurance record was set in 1937 by legless Charles ("Zimmy") Zibelman of New York, who paddled down the Hudson from Albany to Manhattan in 147 hr., 37 min.

Traducido al español:

El Tiburón del Quillá
Lunes 8 de marzo de 1943
El canoso, cincuentón Pedro Candioti es uno de los atletas argentinos más queridos. Su especialidad no es el futbol, el polo o el tenis sino nado de resistencia. La semana pasada, por vigésimo sexta vez, Pedro Cantioti intentó cumplir la ambición de su vida: bajar el Rio Paraná a nado hasta Buenos Aires.
En el pasado había comenzado desde varios pueblos, de 200 a 300 millas de distancia. Este año empezó desde Rosario, 205 millas arriba de la capital. Por tres días y noches agitó y remó – pasando por San Pedro, por Baradero, por Uriburu, por Campana. En cada ciudad rivereña fue saludado por multitudes deseosas de alentar a su querido “Tiburón del Quillá.” En el Punto San Ysidro, a sólo 12 millas de Buenos Aires, la corriente marea arriba comenzó a  llevarlo hacia atrás. Luego de dos fútiles horas, Pedro Candioti abandonó. Cuando fue recogido  del río se quedó ligeramente dormido inmediatamente. Pedro no era tan joven como antes: había estado en el agua  sólo 74 horas y media. Una vez pudo resistir 13 horas más.
Cerca del fin de semana una compatriota  de Pedro intentó un nado menos ambicioso pero no menos asombroso – las ventosas  42 millas hacia abajo del Paraná desde Campana hasta San Fernando, en la cabecera del Estuario. Ella fue Soledad Bueno de Gutierrez, 38, profesora de natación en un shopping de Buenos aires. Lo logró – en 17 horas, 38 minutos.
El record de resistencia mundial fue establecido en 1937 por Charles ("Zimmy") Zibelman de Nueva York quien no tenía piernas, éste remó hacia abajo del Hudson desde Albany hasta Manhattan en 14 horas, 37 minutos.

## Otros clubes
Además de "El Quillá", fue un asiduo colaborador en las comisiones directivas de los clubes Kimberley y Velocidad y Resistencia, del que fue presidente por casi 30 años.

## Día Provincial del Deporte
El 8 de septiembre de 1988, a través de la Ley 10.221, se instauró, el 24 de julio de cada año, como el Día Provincial del Deporte, en homenaje al natalicio de Pedro Candioti. 